# 產業訓儲替代役
產業訓儲替代役（英語：Industry Reserve Substitute Service）是中華民國替代役的一種，為研發替代役的修正版，主要是放寬申請資格：將碩士學歷以上的資格置換成副學士以上就可以申請。2015年7月1日起實施產業訓儲替代役制度，與研發替代役合稱「研發及產業訓儲替代役（英語：Research and Development and Technology Services）」。

## 概要
2015年5月26日，立法院三讀通過《替代役實施條例》部分條文修正草案，修法重點在於新增一項類別「產業訓儲替代役」，開放專科學校以上畢業役男得申請至民間產業機構從事技術工作，及時銜接就業並同時提供產業技術人才。
2017年10月1日，內政部役政署署長林國演表示，因應2018年全募兵制實行，經行政院核定，2018年起停辦產業訓儲替代役。

## 目標
培訓役男成為22大類產業的中階儲備幹部。

## 適用產業範圍
比照現行研發替代役制度，包括半導體、石化、生醫及保健、光電、金屬、通訊、資訊、電子、電機、機械、航太工業、材料技術、運輸工具、綠色能源、紡織、其他製造業、農林漁牧業、食品業、數位內容、資訊服務、技術服務及其他服務等22大類產業。

## 報名資格及流程
具備國內專科學校或大學校院畢業、或國外經中華民國教育部認可的專科學校以上且獲有副學士以上學歷者，就可以申請產業訓儲替代役。此役別雖較低階，但是與研發替代役一樣，需自行遞履歷應徵公司；當甄試錄取之後，才能上中華民國內政部網頁登入媒合，還是與一般替代役是由政府機關安排很大的不同。

## 役期
役期比照研發替代役為三年。
但1994年以後出生的役男的役期將縮短為1年6個月，確切服役役期將由內政部依規定報請行政院核定後實施。
- 第一階段：役期的第一個月，這相當於是新進替代役持板凳之基礎訓練，月薪比照義務役二兵或替代役在成功嶺受訓時領取的月薪5665元。
- 第二階段：役期的第二個月至第十二個月，依副學士或學士、碩士、博士學位等級，役男服役的第1年，企業需支付給政府，副學士、學士每人每月新臺幣二萬八千元、碩士新臺幣三萬三千元、博士新臺幣三萬八千元。扣除付給役男的薪資（學士學歷實領已稅薪資約新臺幣1萬9469元、碩士學歷實領已稅薪資約新臺幣2萬3250元、博士學歷實領已稅薪資約新臺幣2萬8314元）後，其餘挹注替代役研究發展基金。
- 第三階段：役期有2年，給薪待遇回歸市場機制，由役男與用人單位洽談。

### 產業訓儲替代役研究發展基金
| 政府引介                   | 用人單位必須繳給政府 | 政府要的費用 | 役男實領費用 |
| -------------------------- | -------------------- | ------------ | ------------ |
| 學士、副學士產業訓儲替代役 | 新臺幣28,000元       | TWD8,531     | TWD19,469    |
| 政府引介                   | 用人單位必須繳給政府 | 政府要的費用 | 役男實領費用 |
| 碩士產業訓儲替代役         | 新臺幣33,000元       | TWD9,750     | TWD,23,250   |

| 政府引介           | 用人單位必須繳給政府 | 政府要的費用 | 役男實領費用 |
| ------------------ | -------------------- | ------------ | ------------ |
| 博士產業訓儲替代役 | 新臺幣38,000元       | TWD9,686     | TWD28,314    |

## 員額
- 第1年度規劃以1,000人為限。
- 後續年度以不超過3,000人為限。

## 實際執行面與爭議點

### 實際執行面與相關機制
- 如果役男不適應，能夠提出申請轉換部門或更換公司。
- 如果公司不按照合約給付薪資，會被撤銷任用役男的資格。

### 爭議
- 2015年5月25日，台灣綠黨Facebook專頁痛批產業訓儲替代役，政府到底為誰服務？綠黨痛批，這麼明目張膽為財團服務的內政部役政署，是否應該直接更名為「內政部人力仲介署」？[4]
- 2015年5月26日，輔仁大學教授周偉航（人渣文本）痛批，產業訓儲替代役等同告知老闆可用廉價取得人力，他擔憂會像22K方案一樣產生「價格錨定」效果、甚至讓勞工更被剝削[5]。
- 產業訓儲替代役等級較低階，許多行業甚至服務業皆可申請員額，2016年因四海遊龍鍋貼專賣店申請員額而被稱為「鍋貼役」爭議。2016年11月24日，內政部役政署署長林國演證實，四海遊龍申請此種役別之員額，經過審核確定有6名員額，是希望儲備門市幹部、教育訓練幹部，不可能讓役男在門市煎鍋貼、賣鍋貼[6]。
- 2017年3月26日，立法委員曾銘宗、馬文君、蔡適應表示，產業訓儲替代役讓役男從事不具專業性的事務，違反替代役規劃初衷，更可能讓役男變成低薪勞工[7]。國立政治大學法律學系教授劉宏恩說，產業訓儲替代役將《中華民國憲法》規定之「人民有依法律服兵役之義務」改為「男性人民有被法律強迫做低薪勞工之義務」[8]。

## 關聯項目
- 研發替代役
- 替代役